# Tooting & Mitcham United FC
Tooting & Mitcham United FC (celým názvem: Tooting & Mitcham United Football Club) je anglický fotbalový klub, který sídlí v jihozápadním Londýně. Založen byl v roce 1932. Od sezóny 2018/19 hraje v Isthmian League South Central Division (8. nejvyšší soutěž). Klubové barvy jsou černá a bílá.
Své domácí zápasy odehrává na stadionu Imperial Fields s kapacitou 3 500 diváků.

## Získané trofeje
- Surrey Senior Cup ( 9× )
  - 1937/38, 1943/44, 1944/45, 1952/53, 1959/60, 1975/76, 1976/77, 1977/78, 2006/07
- London Senior Cup ( 6× )
  - 1942/43, 1958/59, 1959/60, 2006/07, 2007/08, 2015/16

## Úspěchy v domácích pohárech
Zdroj: 
- FA Cup
  - 4. kolo: 1975/76
- FA Amateur Cup
  - Čtvrtfinále: 1952/53, 1955/56, 1956/57
- FA Trophy
  - Čtvrtfinále: 1975/76
- FA Vase
  - Čtvrtfinále: 2000/01

## Umístění v jednotlivých sezonách
Stručný přehled
Zdroj: 
- 1937–1956: Athenian League
- 1956–1973: Isthmian League
- 1973–1977: Isthmian League (First Division)
- 1977–1989: Isthmian League (Premier Division)
- 1989–1997: Isthmian League (First Division)
- 1997–2001: Isthmian League (Second Division)
- 2001–2002: Isthmian League (First Division)
- 2002–2004: Isthmian League (Division One South)
- 2004–2006: Isthmian League (Division One)
- 2006–2008: Isthmian League (Division One South)
- 2008–2012: Isthmian League (Premier Division)
- 2012–2017: Isthmian League (Division One South)
- 2017–2018: Isthmian League (Premier Division)
- 2018– : Isthmian League (South Central Division)

Jednotlivé ročníky
Zdroj: 
Legenda: Z - zápasy, V - výhry, R - remízy, P - porážky, VG - vstřelené góly, OG - obdržené góly, +/- - rozdíl skóre, B - body, červené podbarvení - sestup, zelené podbarvení - postup, fialové podbarvení - reorganizace, změna skupiny či soutěže
| Sezóny  | Liga                                     | Úroveň | Z  | V  | R  | P  | VG  | OG  | +/- | B   | Pozice |
| ------- | ---------------------------------------- | ------ | -- | -- | -- | -- | --- | --- | --- | --- | ------ |
| 2009/10 | Isthmian League (Premier Division)       | 7      | 42 | 15 | 10 | 17 | 60  | 64  | -4  | 55  | 12.    |
| 2010/11 | Isthmian League (Premier Division)       | 7      | 42 | 13 | 10 | 19 | 63  | 85  | -22 | 49  | 14.    |
| 2011/12 | Isthmian League (Premier Division)       | 7      | 42 | 7  | 6  | 29 | 47  | 116 | -69 | 27  | 21.    |
| 2012/13 | Isthmian League (Division One South)     | 8      | 42 | 12 | 9  | 21 | 52  | 75  | -23 | 45  | 16.    |
| 2013/14 | Isthmian League (Division One South)     | 8      | 46 | 17 | 12 | 17 | 79  | 75  | +4  | 63  | 11.    |
| 2014/15 | Isthmian League (Division One South)     | 8      | 46 | 15 | 14 | 17 | 77  | 66  | +11 | 59  | 11.    |
| 2015/16 | Isthmian League (Division One South)     | 8      | 46 | 16 | 10 | 20 | 66  | 71  | -5  | 58  | 17.    |
| 2016/17 | Isthmian League (Division One South)     | 8      | 46 | 33 | 6  | 7  | 120 | 54  | +66 | 105 | 1.     |
| 2017/18 | Isthmian League (Premier Division)       | 7      | 46 | 9  | 9  | 28 | 52  | 101 | -49 | 36  | 24.    |
| 2018/19 | Isthmian League (South Central Division) | 8      | 38 |    |    |    |     |     |     |     |        |